# Augustín Michalička
Augustín Michalička, též Augustin Michalička (31. srpna 1914 Prešpurk – 8. ledna 1998 Bratislava), byl slovenský a československý politik Komunistické strany Slovenska a poúnorový poslanec Národního shromáždění ČSR.

## Biografie
Po druhé světové válce se angažoval politicky a zastával vedoucí pozice v slovenské i československé komunistické straně. V letech 1953-1966 se uvádí jako člen Ústředního výboru Komunistické strany Slovenska, přičemž v období let 1953-1957 jako tajemník ÚV KSS a člen sekretariátu KSS, v roce 1953 jako člen předsednictva KSS a v letech 1962 a 1966 jako člen Ústřední kontrolní a revizní komise ÚV KSS. Na celostátní konferenci KSČ byl v prosinci 1952 zvolen kandidátem Ústředního výboru Komunistické strany Československa. K roku 1954 se profesně uvádí jako tajemník ÚV KSS.
Ve volbách roku 1954 byl zvolen do Národního shromáždění za KSS ve volebním obvodu Čadca. V Národním shromáždění zasedal až do konce jeho funkčního období, tedy do voleb v roce 1960.
V dubnu 1954 byl na zasedání ÚV KSS zvolen do komise, která měla připravit zprávu pro tisk v rámci procesu s buržoazními nacionalisty.